# Kaplica Kościoła Jezusa Chrystusa Świętych w Dniach Ostatnich w Warszawie
Kaplica Kościoła Jezusa Chrystusa Świętych w Dniach Ostatnich w Warszawie – kaplica Kościoła Jezusa Chrystusa Świętych w Dniach Ostatnich (mormonów) znajdująca się przy ulicy Wolskiej 142, w dzielnicy Wola w Warszawie. 

## Opis
Kamień węgielny pod kaplicę wmurowano w czerwcu 1989 roku. Pierwsze spotkanie sakramentalne w budynku odbyło się w listopadzie 1990 roku. Poświęcenie kaplicy i przekazanie jej wiernym odbyło się w czerwcu 1991 roku.
Obok budynku z kaplicą powstała wysoka wieża z wysoką iglicą. W grudniu 1997 roku w celu upamiętnienia działalności pierwszych polskich mormonów wierni umieścili u jej podstawy tzw. Kapsułę Czasu.
Oprócz niedzielnych spotkań sakramentalnych budynek jest także miejscem zajęć kulturalnych i bezpłatnych lekcji języka angielskiego. Funkcjonuje tam również Centrum Historii Rodziny, prowadzące badania genealogiczne. 
Budynek z kaplicą jest głównym ośrodkiem mormonów i siedzibą misji w Polsce.